# Villa Vanthilt
Villa Vanthilt was een Vlaamse zomertalkshow op Eén, gepresenteerd door Marcel Vanthilt, dat meestal live werd uitgezonden vanuit een set (de villa) op een openbare plaats in Vlaanderen.
In 2009 bevond de villa zich in Gent en Hasselt, in het 2de seizoen waren dit Hasselt en Kortrijk.
In het 3e seizoen ging Villa Vanthilt naar Dendermonde en Roeselare. In 2012 ging het naar Turnhout, Ieper en Antwerpen.
In 2013 werd het programma vervangen door Vanthilt on tour.

## Inhoud
Marcel Vanthilt ontving elke dag een aantal gasten. De eerste gasten mochten in het eerste seizoen aan het eind van het programma nog een intiem gesprek voeren met Vanthilt in de zogenaamde "Eames chair". Verder waren er tijdens dat seizoen ook een rubriek over het jaar 1969 door Daan Stuyven, een webcamconversatie, een rubriek waarin de minder bekende mens uit de krant werd ontvangen en een muzikale gast.
Het programma kreeg tijdens de afleveringen in Antwerpen ook een rubriekje over politiek dat onder de verantwoordelijkheid van de nieuwsdienst viel en samen met Ivan De Vadder of Goedele Devroy werd gepresenteerd. Op de laatste uitzenddag van 2012 werd een politiek debat gehouden met de Antwerpse lijsttrekkers van de grootste politieke partijen. De Vadder en Devroy presenteerden dit stuk van de uitzending samen, zonder Vanthilt.
Tussen de verschillende onderdelen van het programma worden korte filmpjes getoond van bekende plaatsen uit de gaststad. In het eerste seizoen deed men dit met de zogenaamde time-lapse-techniek en een kleine scherptediepte. Door kleurcorrectie en een vogelperspectief lijkt het alsof men kijkt naar een miniatuurstad. In het tweede seizoen speelden bekende artiesten muziek op een bekende plaats in de gaststad Hasselt of Kortrijk. Zo speelde Ozark Henry bijvoorbeeld piano in het nieuwe stadhuis te Kortrijk terwijl Frank Vander linden banjo speelde in het Begijnhof van Kortrijk.

## Locaties

### Seizoen 1 (2009)
Van 8 juni tot 2 juli bevond de villa zich op het Sint-Pietersplein in het Oost-Vlaamse Gent. Hierna volgde een onderbreking voor de uitzendingen van de talkshow Tour 2009. Van 27 juli tot 30 augustus verplaatste de villa zich naar het Limburgse Hasselt. De villa stond ginds op het Kolonel Dusartplein. Het eerste seizoen werd op 30 augustus 2009 afgesloten met een gratis barbecue voor het publiek op het plein.

### Seizoen 2 (2010)
Villa Vanthilt start in 2010 waar het programma het voorgaande jaar eindigde: op het Kolonel Dusartplein te Hasselt. Na de Ronde van Frankrijk verhuist de nieuwe villa van Marcel Vanthilt voor vijf weken naar Kortrijk, waar het zijn tenten zal opslaan op de Grote Markt. Belangrijk bij de keuze van deze locaties was dat de gaststeden gedurende vijf weken een plein beschikbaar konden stellen. Dat dit geen sinecure is, blijkt uit het feit dat de volledige villa duizend vierkante meter in beslag neemt.

### Seizoen 3 (2011)
Villa Vanthilt ging in de zomer van 2011 naar Dendermonde en Roeselare. De vijf weken voor de Ronde van Frankrijk stond de villa op de Grote Markt van Dendermonde, de vijf weken erna op de Grote Markt van Roeselare.

### Seizoen 4 (2012)
Villa Vanthilt ging in de zomer van 2012 naar Turnhout en Ieper. De vier weken voor de Ronde van Frankrijk stond de villa op de Grote Markt van Turnhout, de zes weken erna op de Grote Markt van Ieper. Het programma werd daarna nog drie weken uitgezonden om de periode tussen de zomer en de programma's rond de verkiezingen te overbruggen. Hiermee wilde de VRT vermijden om voor de korte periode met een nieuw laatavondprogramma te moeten starten. De locatie voor die drie extra weken werd een ondergrondse parking nabij het Museum aan de Stroom in Antwerpen.

## De Villa

### Seizoen 1 (2009)
In het eerste seizoen werd de villa gebouwd naar het voorbeeld van The Eames House, dat in 2009 zijn zestigste verjaardag vierde. De Villa heeft een oppervlakte van ruim tweehonderd vierkante meter en bestaat uit twee verdiepingen. Op de bovenste verdieping gebeurde het grootste deel van de opnames. Het gelijkvloers werd enkel gebruikt voor de muzikale gast en bevat verder ruimtes voor de productie, zoals een kleedkamer. De regie van het programma gebeurt vanuit een externe regiewagen, die enkele meters van de villa stond. Er is ook een terras en een tuin. Boven op het dak staat een Citroën DS met caravan. Het geheel is opgebouwd uit verschillende prefab containers.
Het decor bevatte meubels van Vitra met ontwerpen van Charles Eames. De constructie van dat decor was geen sinecure: er waren geen water- en stroomvoorzieningen op de pleinen en de muren moesten geluiddicht zijn. De verplaatsing van Gent naar Hasselt verliep over twee weken waardoor 15 chauffeurs en 10 arbeiders nodig waren.
Het decor kreeg in 2010 goud in de categorie "set design" op het PromaxBDA-festival.

### Seizoen 2 (2010)
Voor het tweede seizoen werd gekozen om een volledig nieuwe villa te laten ontwerpen. Hiervoor schreef het productiehuis deMENSEN een ontwerpwedstrijd uit, met als doel een gloednieuwe villa te realiseren. Bijna driehonderd ontwerpen kwamen binnen, van vliegende huizen en campings tot gestileerde designwoningen. Zowel studenten architectuur als reclame- en ontwerpbureaus deden mee aan de wedstrijd. Het winnende ontwerp werd een inzending van setdresser Xavier De Graeve. Het wordt een decor gebaseerd op een botsautokraam.
Het decor werd in 2011 opnieuw bekroond op het PromaxBDA-festival: het werd tweede in de categorie Best Set Design.

### Seizoen 3 (2011)
Het decor van het derde seizoen was een amalgaam van verschillende stijlen. Het werd ontworpen door Ludovic Beun en Pièce Montée. Enkele elementen waren een glijbaan en een opgezet hoofd van een hert. Binnenin was er een ruimte voorzien voor sidekick Marijke, die de activiteiten op de sociale media over het programma volgde. Na afloop van het seizoen werden het grootste deel van het decor en de rekwisieten geveild. De opbrengst ging naar het Belgisch Consortium voor Noodhulpsituaties.
Ook het decor van het derde seizoen viel in de prijzen: PromaxBDA kende aan Villa Vanthilt de eerste plaats toe in de categorie Best Set Design.

### Seizoen 4 (2012)
In het vierde seizoen was het de bedoeling dat het decor een oase vormt in de stad. Het decor had onder andere een daktuin, groene wanden, een serre een waterval. De gebruikte planten waren levend. Vanthilt ontving zijn gasten in een sofa, maar er is ook een tafel waaraan enkele actuele onderwerpen werden besproken.
Voor het vierde jaar op rij viel Villa Vanthilt met zijn decor in de prijzen bij PromaxBDA. In de categorie Best Set Design haalde het decor de tweede plaats.

## Incidenten
Doordat de shows live gingen vonden er ook een aantal incidenten plaats die de kranten haalden:
- Op 11 juni 2009 waren zanger Arno Hintjens en Geena Lisa te gast. Lisa praatte over een lifestyle-thema, wat de zanger uiteindelijk zo banaal vond dat hij meteen opstapte. Arno heeft de reputatie vaak dronken te zijn tijdens openbare optredens en ook nu leek hij niet helemaal nuchter. Zo verwarde hij Geena Lisa met Miss België. Later in de uitzending keerde hij echter terug omdat hij zijn plastic zakje was vergeten en zong hij alsnog een muzikaal nummer als afsluiter.[16]
- Op 3 augustus 2009 had Marcel het afsluitend gesprek met Sien Eggers. Daarin had Sien het over Dora van der Groen waarop Marcel zei: "God hebbe haar ziel." Echter, Dora van der Groen was levend en wel naar de aflevering aan het kijken. Het misverstand werd rechtgezet, maar achtervolgde Marcel in veel van zijn latere optredens op televisie, zoals in De jaren stillekes. Dora zelf kon er om lachen.[17]
- Op maandag 24 augustus 2009 verklapte Stany Crets dat Karen van K3 in verwachting is. Het nieuws werd op 25 augustus officieel bevestigd en Studio 100 reageert in een persbericht op dit incident. De VRT bood hierop haar excuses aan.[18]
- Aan het begin van de uitzending op 25 juli 2012 stormde een onbekende vrouw de studio binnen en beledigde presentator Marcel Vanthilt en gasten Axel Merckx en Eddy Merckx. Na een korte discussie met Vanthilt leidden beveiligers de vrouw de studio uit.

## Ontvangen gasten

### Seizoen 1

#### In Gent
| Nr. | Uitzending                      | Gasten                                                                                            | Webcamconversatie  | Muzikale gast        |
| --- | ------------------------------- | ------------------------------------------------------------------------------------------------- | ------------------ | -------------------- |
| 1   | 8 juni 2009                     | Hilde Crevits, Geert Lambert, Gilles De Bilde, Sam De Graeve                                      | Annelien Coorevits | Joost Zweegers       |
| 2   | 9 juni 2009                     | Herbert Flack, The Sunsets, Filip Meirhaeghe                                                      | Robbie McEwen      | The Sunsets          |
| 3   | 10 juni 2009                    | Gaelle Six & Claudio Dell'Ano, Frank Fol & Peter Van Roy, Joanie de Rijke, Marc Reynebeau         | Philippe Bogaerts  | Yevgueni             |
| 4   | 11 juni 2009                    | Arno, Caroline Strubbe en Kimke Desaert, Geena Lisa & Herman Verbruggen                           |                    | Arno                 |
| 5   | 14 juni 2009 Special over Gent  | Daniël Termont, Freya Vandenbossche, Barbara Sarafian, Pascale Platel, Luc De Vos, Stefaan Engels |                    | Gorki                |
| 6   | 15 juni 2009                    | Jean Blaute en Ray Cokes, Frank Vandenbroucke, Maaike Neuville                                    |                    | De Nieuwe Snaar      |
| 7   | 16 juni 2009                    | Phara De Aguirre en Lieven Van Gils, Dennis Burkas, Inge Vervotte                                 |                    | Lady Linn            |
| 8   | 17 juni 2009                    | André van Duin, Nina De Man, Ritchie De Laet                                                      |                    |                      |
| 9   | 18 juni 2009                    | Ann Van Elsen en Dave Peters, Jimmy White                                                         |                    | Black Box Revelation |
| 10  | 21 juni 2009 Start van de zomer | Patrick De Witte                                                                                  |                    |                      |
| 18  | 1 juli 2009 Werchterweek        | Koen Crucke, Kathy Pauwels, Walter Van Beirendonck                                                | Gène Bervoets      | Emilíana Torrini     |
| 19  | 2 juli 2009 Werchterweek        | Elbow, Freek de Jonge en Linda De Win                                                             |                    |                      |

#### In Hasselt
| Nr. | Uitzending                                          | Gasten                                                                                            | Webcamconversatie                                       | Muzikale gast                                                                     |
| --- | --------------------------------------------------- | ------------------------------------------------------------------------------------------------- | ------------------------------------------------------- | --------------------------------------------------------------------------------- |
| 20  | 27 juli 2009                                        | Bart De Wever, Yanina Wickmayer en Gerd De Ley                                                    | Alexander Rybak in Lommel voor opnames van Hit the Road | Scala                                                                             |
| 21  | 28 juli 2009                                        | Zeynep Sever, Ruud Hendrickx, Dominique Persoone                                                  |                                                         | Eva De Roovere en Diggy Dex                                                       |
| 22  | 29 juli 2009                                        | Francesca Vanthielen en Marleen Temmerman                                                         |                                                         | Jimmy Frey                                                                        |
| 23  | 30 juli 2009                                        | Ken Roczen, Stefan Everts en Wim Vandekeybus                                                      |                                                         | Customs                                                                           |
| 24  | 2 augustus 2009 Special over Hasselt                | Frieda Van Wijck, Jos Ghysen, Hannelore Knuts, Kenneth Ramaekers en Stefan Kerkhofs               |                                                         | Dana Winner                                                                       |
| 25  | 3 augustus 2009                                     | Sien Eggers, Lucas Van den Eynde, Hanna Mariën, Eline Berings en Ann Boogaerts                    |                                                         | Buurman                                                                           |
| 26  | 4 augustus 2009                                     | Murielle Scherre, Goedele Liekens, Erik Van Neygen & Sanne en Koen Van Mechelen                   | Toots Thielemans gepland, maar geannuleerd              | Trixie Whitley                                                                    |
| 27  | 5 augustus 2009                                     | Kris Peeters, Freddy De Vadder en Patricia Vinck                                                  | Lynn Renée vanuit Los Angeles                           | Daniel Merriweather (intermezzo's door Koninklijke Fanfare Kempenbloei uit Achel) |
| 28  | 6 augustus 2009                                     | Free Souffriau, Benjamin Hoyois en Bas Haring                                                     |                                                         |                                                                                   |
| 29  | 9 augustus 2009 Festival special                    | Herman Schueremans, Piet Huysentruyt, Arne Van Terphoven en Sofie Lemaire                         | Bart Peeters vanuit het folkfestival Dranouter          | Les Truttes                                                                       |
| 30  | 10 augustus 2009                                    | Luk Alloo, Valerie Thys, Dirk Neyens, Wouter Kersbergen                                           |                                                         | Eline De Munck                                                                    |
| 31  | 11 augustus 2009                                    | Philippe Muyters                                                                                  |                                                         | Absynthe Minded                                                                   |
| 32  | 12 augustus 2009                                    | Walter Baele, Nathalie Meskens, Natalia, Albert Navez                                             |                                                         | Natalia                                                                           |
| 33  | 13 augustus 2009                                    | Johan Museeuw, Bert Gabriëls, Bart Cannaerts                                                      |                                                         | Bomba Estéreo                                                                     |
| 34  | 16 augustus 2009 Special over Filmfestival Oostende | Marieke Dilles, Filip Peeters, Maurice Engelen, Felix Van Groeningen, Eric Clerckx, Robbe De Hert | geen webcamconversatie                                  | The Galacticos                                                                    |
| 35  | 17 augustus 2009                                    | Hadise, Jean-Pierre Van Rossem, Marilou Mermans, Lea Couzin, Lut Tomsin                           | geen webcamconversatie                                  | Hadise                                                                            |
| 36  | 18 augustus 2009                                    | Roos Van Acker, Ingrid Lieten, Ludo Hellinx                                                       |                                                         | Hayseed Dixie                                                                     |
| 37  | 19 augustus 2009                                    | Hilde De Baerdemaeker, Hilde Claes, Willy Claes, Saskia De Coster                                 | Herman De Croo vanuit Brakel                            | Leki                                                                              |
| 38  | 20 augustus 2009                                    | Annemie Turtelboom, Emile Ratelband                                                               |                                                         | Paolo Nutini                                                                      |
| 39  | 23 augustus 2009 Ramadan special                    | Rik Torfs, Selahattin Koçak, Fatima Marzouki, Oznur Karaca, Youssouf El Mousaoui                  | Conny Mus vanuit Jeruzalem                              | Ghali Benali                                                                      |
| 40  | 24 augustus 2009                                    | Peter Van den Begin en Stany Crets, Joke Schauvliege, Peter Van de Veire                          | Carl Huybrechts vanuit Brussel                          | Aimé's Big Band                                                                   |
| 41  | 25 augustus 2009                                    | Daan Stuyven, Jan Van Rompaey, Marijke Pinoy, Lotte Pinoy,                                        | Will Tura                                               | DAAN                                                                              |
| 42  | 26 augustus 2009                                    | Elly Jackson, Luc Tuymans, Frank Focketyn en Jacky Lafon                                          |                                                         | La Roux                                                                           |
| 43  | 27 augustus 2009                                    |                                                                                                   |                                                         | K's Choice                                                                        |
| 44  | 30 augustus 2009                                    | Michiel Devlieger, Evy Gruyaert, André Rieu, Ann Van Elsen & Dave Peters                          |                                                         |                                                                                   |

### Seizoen 2

#### In Hasselt
| Nr. | Uitzending  | Gasten                                                           | Webcamconversatie                           | Muzikale gast |
| --- | ----------- | ---------------------------------------------------------------- | ------------------------------------------- | ------------- |
| 1   | 31 mei 2010 | Tom Dice, Tom Waes, Warre Borgmans                               | Jacqueline Claus (grootmoeder van Tom Dice) | Tom Waes      |
| 2   | 1 juni 2010 | Kimberley Vlaeminck, Jan Decorte, Roos Van Acker, Sofie Van Moll |                                             | Flip Kowlier  |
| 3   | 2 juni 2010 | Tom Helsen, Bart Verboven, Christophe Sepot, Alex Agnew          |                                             | Barbara Dex   |
| 4   | 3 juni 2010 | Jelle Cleymans, Clara Cleymans, Jimmy Kets                       |                                             | The Van Jets  |

#### In Kortrijk
| Nr. | Uitzending | Gasten | Webcamconversatie                                    | Muzikale gast                                        |
| --- | --- | --- | ---------------------------------------------------- | ---------------------------------------------------- |
| 1   | maandag 26 juli 2010 | Evy Gruyaert, Johan Heldenbergh, Jurgen Van den Broeck                                                                                              | Lieven Lybeer (waarnemend burgemeester van Kortrijk) | Customs                                              |
| 2   | dinsdag 27 juli 2010 | Marc Hendrickx, Aimé Antheunis, Bart Knols, Véronique Van Duurling                                                                                  |                                                      | Paul Michiels en Jeroen D'Hoe                        |
| 3   | woensdag 28 juli 2010 | Hilde Van Mieghem, Marie Vinck, Evi Van Acker | Tom Van Daele                                        | Christoff                                            |
| 4   | donderdag 29 juli 2010 | Wouter Deprez, Johan Vandewoestijne, De Kreuners |                                                      | De Kreuners                                          |
| 5   | zondag 1 augustus 2010 Special over Kortrijk | Chris Lomme, Vincent Van Quickenborne, Geert Van Hecke, Véronique Lambert (Historica, verbonden aan museum Kortrijk 1302)                           | Stefaan De Clerck                                    | L'Orchestre International du Vetex                   |
| 6   | maandag 2 augustus 2010 | Frank Focketyn, Ann Wauters, Wim Hof |                                                      | Villa feat. The New Sins                             |
| 7   | dinsdag 3 augustus 2010 | Will Tura, Goedele Liekens, Majoretteketet |                                                      | Will Tura                                            |
| 8   | woensdag 4 augustus 2010 | Pieter De Crem, Tine Embrechts, Karlijn Sileghem, Michael Schack                                                                                    |                                                      | Absynthe Minded                                      |
| 9   | donderdag 5 augustus 2010 | Bruno Vanden Broecke, Nico Sturm, Race Horse Company                                                                                                |                                                      | K's Choice                                           |
| 10  | zondag 8 augustus 2010 Special over mensen met een mentale beperking                                                                                    | Kris & Yves, regisseur Gust Van Den Berghe, enkele atleten die België vertegenwoordigen op de Special Olympics, kunstenaars van atelier De Zandberg |                                                      | Sergio en Sam Gooris                                 |
| 11  | maandag 9 augustus 2010 | Jean-Luc Dehaene, Cedric Dumont |                                                      | Erik Van Neygen & Sanne                              |
| 12  | dinsdag 10 augustus 2010 | Amerikaans ambassadeur Howard Gutman en Michelle Loewinger, Jan De Cock, Dimitri Leue                                                               | Michel Wuyts                                         | Andes                                                |
| 13  | woensdag 11 augustus 2010 | Cirq'ulation Locale, Jef Neve, José James |                                                      | Jef Neve & José James                                |
| 14  | donderdag 12 augustus 2010 | Louis Talpe, Carl Huybrechts, John en Alex van De Strangers                                                                                         |                                                      | Broken Glass Heroes (Tim Van Hamel en Pascal Deweze) |
| 15  | zondag 15 augustus 2010 Special rond de boerenstiel, het 'feest van de halfoogst'                                                                       | minister-president Kris Peeters, 2 melkveehouders van De Boerenbond, Jan Van Rompaey                                                                |                                                      | Luc Steeno                                           |
| 16  | maandag 16 augustus 2010 | Kelly Pfaff, illusionist Rafael, Sam Dejonghe |                                                      | Balthazar                                            |
| 17  | dinsdag 17 augustus 2010 | de laatste begijn ter wereld Marcella Pattyn, Sien Eggers, An Nelissen, Marit Stocker, Frans Bauer                                                  | Lucas Van den Eynde                                  | Frans Bauer                                          |
| 18  | woensdag 18 augustus 2010 | Ann Van Elsen, Jan Hoet, AF Vandevorst |                                                      | Stornoway                                            |
| 19  | donderdag 19 augustus 2010 | Herman De Croo, Alexander De Croo, Evi Hanssen, Herman van Veen                                                                                     |                                                      | Belle Pérez                                          |
| 20  | zondag 22 augustus 2010 Special over het Zomercarnaval in Kortrijk                                                                                      | Lieven Verstraete, Meia Lua de Búzios, Aaron Vanneste en Lander Vanderstraeten, Freddy De Kerpel                                                    |                                                      |                                                      |
| 21  | maandag 23 augustus 2010 | Saartje Vandendriessche, Jan Van Looveren, Ramses De Craene, Della Bosiers en Andrea Croonenberghs                                                  |                                                      | Della Bosiers en Andrea Croonenberghs                |
| 22  | dinsdag 24 augustus 2010 | Ray Cokes, Barbara Gandolfi, Guy Swinnen en Bea Van der Maat                                                                                        |                                                      | The Kids                                             |
| 23  | woensdag 25 augustus 2010 | Bart De Pauw, Ianka Fleerackers, Christian Cantwell (wereldkampioen kogelstoten)                                                                    |                                                      | The Opposites                                        |
| 24  | donderdag 26 augustus 2010 | Wim Opbrouck, Christoph Homberger, Peter Van de Veire, Peter Van den Begin en Tom Van Dyck                                                          |                                                      | slavenkoor van Aïda                                  |
| 25  | zondag 29 augustus 2010 Afscheidsspecial met potjebuur, het Vlastreffen, een live tatoeage, een recordpoging in ‘marcellekes'-dragen en verrassingsacts | Karel De Gucht, Sven De Leijer, baron Philippe Casier, Lieven Lybeer en Stefaan De Clerck, Lien Van de Kelder , Tattoo Mike en Bram Vanden Broecke  |                                                      | Bart Peeters                                         |

### Seizoen 4

#### In Ieper
| Nr. | Uitzending                                                        | Gasten | Muzikale gast                                   |
| --- | ----------------------------------------------------------------- | --- | ----------------------------------------------- |
| 1   | maandag 23 juli 2012                                              | Yves Leterme (politicus), Riverdance (Iers dansspektakel), Xander De Rycke (stand-upcomedian), Jonathan Bockstael (stemmenimitator) en Kevin van Hoovels (mountainbiker)    | Sioen                                           |
| 2   | dinsdag 24 juli 2012                                              | Karl Vannieuwkerke (sportjournalist), Maarten Ketels (acteur), Roger Beernaert (stichter Dadipark), Marie Deryckere (plaatselijke gaste)                                    | Sarah Ferri                                     |
| 3   | woensdag 25 juli 2012                                             | Eddy Merckx (ex-wielrenner), Axel Merckx (ex-wielrenner), Daniel Goens en Robert van Lancker (tandemfietsers), Betty (zangeres), Filip Raes                                 | De Held                                         |
| 4   | donderdag 26 juli 2012                                            | Didier Reynders (Minister van Buitenlandse zaken), Angelo Vermeulen (bioloog en kunstenaar), Dimitri Vegas & Like Mike (dj's), Piet Chielens                                | Merdan Taplak                                   |
| 5   | zondag 29 juli 2012 (Special Wereldoorlog I)                      | Wim Opbrouck (acteur) en Lize Feryn (actrice), Benoit Mottrie (Last Post Association), Wim Chielens, Arnout Hauben en Jonas Van Thielen                                     | Koen Crucke en harmonie Sint-Cecelia Elverdinge |
| 6   | maandag 30 juli 2012                                              | Louis Talpe (acteur), Cirkus Cirkör (Zweedse theatergroep), Familie Stellamans                                                                                              | De Mens                                         |
| 7   | dinsdag 31 juli 2012                                              | Seppe Toremans (stand-upcomedian), Guga Baúl (stemmenimitator), Pilobolus                                                                                                   | Frans Bauer                                     |
| 8   | woensdag 1 augustus 2012                                          | Vincent Van Quickenborne (politicus), Kobe Desramaults (chef-kok), Luc Theuwis                                                                                              | Blaudzun                                        |
| 9   | donderdag 2 augustus 2012                                         | Kris Peeters (politicus), Alfred Den Ouden & Bavo Vanden Broeck (stichter & organisator folkfestival Dranouter), Yvonne Reynders (ex-wielrenster), Alex Van Haecke (acteur) | The Levellers                                   |
| 10  | zondag 5 augustus 2012 (Special jaar 1962)                        | Claude Blondeel (redacteur), Jo Leemans (zangeres), Axel Enthoven (ontwerper), Cas Goossens (journalist), Radio Modern                                                      | The Million Dollar Sunrise                      |
| 11  | maandag 6 augustus 2012                                           | Stijn Meuris (zanger), Erik De Waele (tuinarchitect), Dave Peters (voetbalcommentator), Raphaelita Irving                                                                   | The Kyteman Orchestra                           |
| 12  | dinsdag 7 augustus 2012                                           | Rudi Vranckx (journalist), Karin Donckers (eventingruitster), Koen Van Impe (acteur), Zanna Ramaekers                                                                       | Luc Van Acker                                   |
| 13  | woensdag 8 augustus 2012                                          | Pat Donnez (radiomaker), John Crombez, Davy Bauwen, Joost Noyelle, Geert Dewaele                                                                                            | Geppetto & The Whales                           |
| 14  | donderdag 9 augustus 2012                                         | Fran Bambust (auteur, redactrice), Adriaan van den Hoof (acteur), Jimmy Dewit, Frank Somers, Hans Vandeweghe (sportjournalist), Jean-Pierre Six                             | Vive la Fête                                    |
| 15  | zondag 12 augustus 2012 (Special Internationale dag van de jeugd) | Ilya Leue & Achraf, Roeline Ham, Marijke Bisschop, Mademoiselle Rossele, geselecteerden Eurosong for Kids                                                                   | Laura Lynn                                      |
| 16  | maandag 13 augustus 2012                                          | Hilde Crevits (politica), Brahim (zanger), Rita Deneve (zangeres), Tim Van Steenbergen (ontwerper)                                                                          | Gorki                                           |
| 17  | dinsdag 14 augustus 2012                                          | Evi Van Acker (zeilster), Gilda de Bal (actrice) & Kristien Bonneure (journaliste)                                                                                          | Shaggy                                          |
| 18  | woensdag 15 augustus 2012                                         | Henri Leconte & Guy Forget (ex-tennissers), Peter Van Asbroeck (acteur), Gilles De Schryver                                                                                 | Monsters and Jam & Django Django                |
| 19  | donderdag 16 augustus 2012                                        | Jill Peeters (weervrouw), Theater Tol, Jan Van den Berghe | Oscar & The Wolf                                |
| 20  | zondag 19 augustus 2012 (Special Hoe zou het nog zijn met ...?)   | Donaat Deriemaeker, Danny Wuyts, deelnemers Big Brother 1 | The Confetti's                                  |
| 21  | maandag 20 augustus 2012                                          | Ygor (stand-upcomedian) | The Animals                                     |
| 22  | dinsdag 21 augustus 2012                                          | Saartje Vandendriessche (omroepster), Laura Beyne (Miss België 2012), Jan Maes, Colette Notenboom                                                                           | Barbara Dex                                     |
| 23  | woensdag 22 augustus 2012                                         | De Romeo's (muziekgroep), Jacky Lafon (actrice), Angelino (zanger), Ingrid Lieten (politica), Thomas Smith (stand-upcomedian)                                               | Jill Shaw                                       |
| 24  | donderdag 23 augustus 2012                                        | Roger De Vlaeminck (ex-wielrenner), Carl Huybrechts (sportjournalist), Piv Huvluv (stand-upcomedian), Saddie Choua                                                          | Wallace Vanborn                                 |
| 25  | zondag 26 augustus 2012 (Special Luc Appermont)                   | Luc Appermont (tv-presentator), Anja Daems (radio- en tv-presentatrice), Connie Neefs (zangeres)                                                                            | Tom Dice                                        |
| 26  | maandag 27 augustus 2012                                          | Jeroen Meus (televisiekok), Jaak Pijpen (paardenrenverslaggever), Björn Soenens & Marieke Dilles                                                                            | Het Zesde Metaal                                |
| 27  | dinsdag 28 augustus 2012                                          | Pascal Smet, Leentje Jacobs, Jan Hautekiet, Nasrien Cnops & Nico Sturm | Buscemi                                         |
| 28  | woensdag 29 augustus 2012                                         | Bartel Van Riet, Geert Hunaerts & Belsevens | Freaky Age                                      |
| 29  | donderdag 30 augustus 2012                                        | Bruno Wyndaele, Luc Van Lierde, Blades on Vinyl & Daniël Termont | Bristol Blonde                                  |
| 30  | zondag 2 september 2012 (Special: kattenstoet)                    | Ivan De Vadder, Studio Winokio, Bent Van Looy & Luc Dehaene (burgemeester Ieper)                                                                                            | Das Pop                                         |